# De ontwrichten

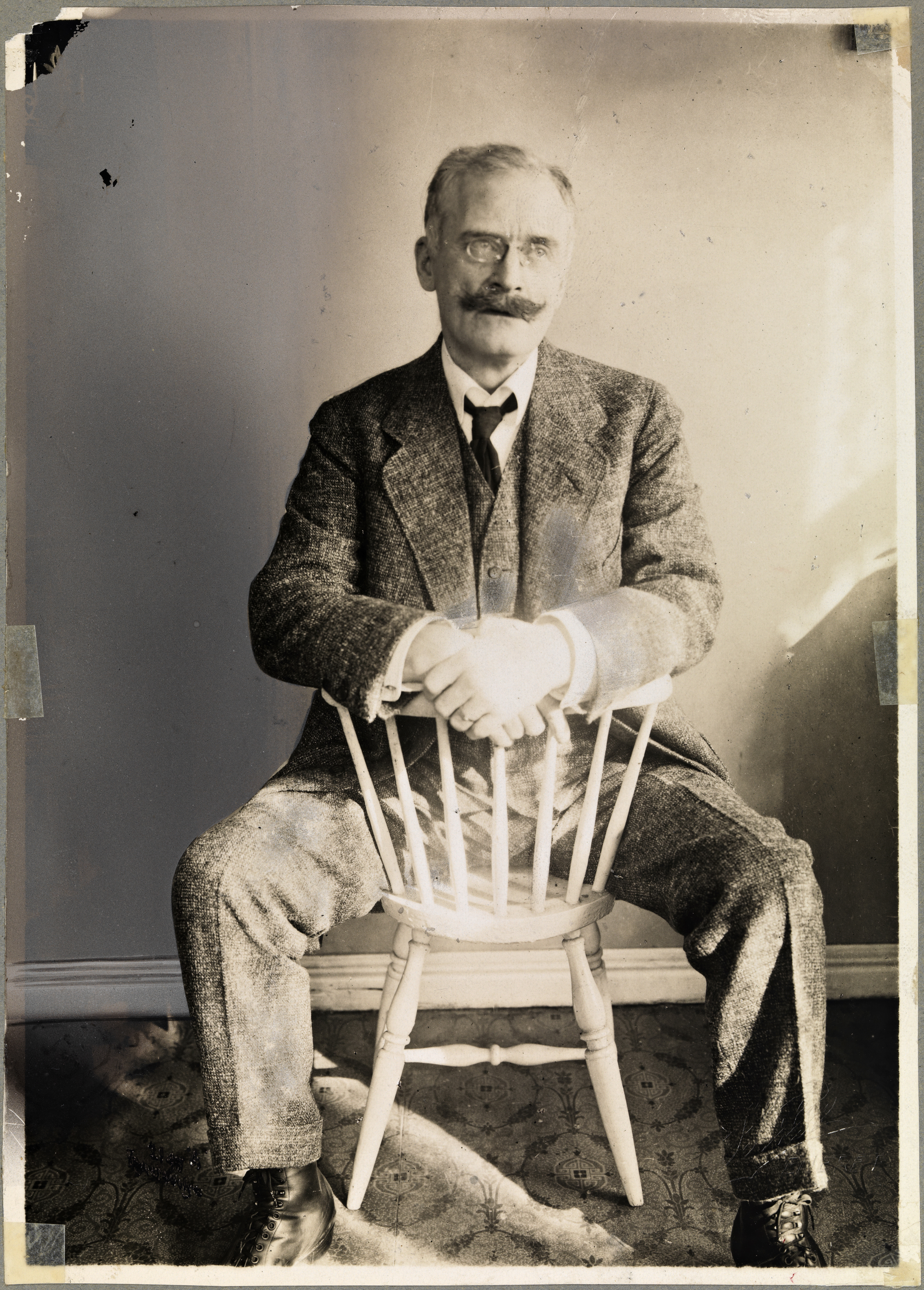
Hamsun, 1914, door Wilse, ten tijde van het schrijven van de roman

De ontwrichten (Noors: Segelfoss by) is een roman van de Noorse schrijver en Nobelprijswinnaar Knut Hamsun, verschenen in 1915. De ontwrichten vormt één geheel met de roman Kinderen van hun tijd (Børn av Tiden , 1913).

## Inhoud en typering
De ontwrichten speelt in dezelfde Noord-Noorse omgeving als Kinderen van hun tijd. Het boek beschrijft via tal van romanpersonages de verdere ontwikkeling van de streek na de dood van Willatz Holmsen, de feodale, patriarchale landeigenaar, van het type zoals die het maatschappijbeeld van Noord-Noorwegen aan het eind van de negentiende en het begin van de twintigste eeuw bepaalden (denk ook aan de gebroeders Mack uit de Hamsun-romans Pan, Dwepers, Benoni en Rosa). In De ontwrichten ageert Hamsun heftig tegen geldzucht, vervlakking en de opkomende industrialisatie, die in de ogen van Hamsun een nieuw en verderfelijk type arbeiders schept. Met bittere ironie keert Hamsun zich tegen alles wat later werd verstaan onder de kapitalistische consumptiemaatschappij. Hamsun-kenner Amy van Marken stelde: "Voor Hamsun was de oude feodale economie van Holmsen en Mack verre te verkiezen boven de liberale geld- en goedereneconomie van het kapitalisme". In zijn volgende roman, Hoe het groeide, zou Hamsun kiezen voor een eigen alternatief, namelijk een vorm van "natuureconomie", vanuit ecologisch en populistisch perspectief.